# 1207
Il 1207 (MCCVII in numeri romani) è un anno  del XIII secolo.

## Eventi

### Per luogo

#### Asia
- In Giappone, il monaco buddhista Hōnen e i suoi seguaci vengono esiliati in parti remote del paese (mentre alcuni vengono giustiziati), in quanto i suoi insegnamenti buddhisti sono considerati eretici dal governo.
- Genghis Khan fonda l'impero mongolo.
  - Il suo primogenito Jochi conquista le foreste siberiane (taiga), e i popoli che vi abitano, ossia gli Urianhaj, gli Oirati, i Barga, i Chakassi, i Buriati, i Tuvani, i Khori-Tumed e i Kirghisi.

#### Europa
- 2 febbraio - fondazione di Terra Mariana, comprendente le odierne Estonia e Lettonia come principato del Sacro Romano Impero.
- Papa Innocenzo III scomunica il Re d'Inghilterra Giovanni Senzaterra per il suo rifiuto al pagamento di imposte papali e la sua contrarietà alla nomina dell'arcivescovo di Canterbury.
- Viene eletto Federico Vanga come principe vescovo di Trento.
- Per Abbat scrive il codice del Cantar de mio Cid.

## Nati
- 24 giugno - Giovanni Battista Forzatè, vescovo cattolico italiano († 1283)
- 8 settembre - Sancho II del Portogallo, re portoghese († 1248)
- 30 settembre - Jalal al-Din Rumi, poeta e mistico persiano († 1273)
- 1º ottobre - Enrico III d'Inghilterra, re († 1272)
- Elisabetta d'Ungheria, nobile e santa ungherese († 1231)
- Enrico II di Brabante, duca († 1248)
- Elena Enselmini, religiosa italiana († 1231)
- Filippo I di Savoia, conte († 1285)
- Ubaldo Visconti di Gallura († 1238)
- Ottone Visconti, arcivescovo e nobile italiano († 1295)
- Adelasia di Torres († 1259)

## Morti
- 15 marzo - Alfonso del Portogallo (n. 1135)
- 10 aprile - Filippo I da Lampugnano, arcivescovo cattolico italiano
- 13 maggio - Bertrando II di Forcalquier, conte
- 29 maggio - Bona di Pisa, santa italiana (n. 1156)
- 6 giugno - Gerardo dei Tintori, santo italiano (n. 1134)
- 19 giugno - Ubaldo Lanfranchi, arcivescovo cattolico e generale italiano
- 4 settembre - Rambaldo di Vaqueiras, trovatore e militare francese (n. 1165)
- 3 novembre - Arduico II di Brema, arcivescovo cattolico tedesco
- 22 novembre - Al-Mīrtulī, mistico e poeta arabo (n. 1128)
- 30 dicembre - Diego d'Acebo, vescovo cattolico spagnolo (n. 1170)
- Bonifacio I del Monferrato, sovrano italiano (n. 1150)
- Cuno I di Münzenberg, nobile tedesco
- Benedetto Falier, patriarca cattolico italiano
- Ranieri Caetani, diplomatico e politico italiano
- Guglielmo II, conte di Jülich, conte
- Kalojan di Bulgaria, sovrano bulgaro
- Erling Steinvegg, nobile norvegese
- Raniero da Ponza, monaco cristiano e teologo italiano (n. 1130)
- Orso di Bobone, politico italiano
- Ottone I di Gheldria, conte
- Geoffrey le Rat, francese

## Calendario
| Calendario 1207 | Calendario 1207 | Calendario 1207 | Calendario 1207 | Calendario 1207 | Calendario 1207 | Calendario 1207 | Calendario 1207 | Calendario 1207 | Calendario 1207 | Calendario 1207 | Calendario 1207 | Calendario 1207 | Calendario 1207 | Calendario 1207 | Calendario 1207 | Calendario 1207 | Calendario 1207 | Calendario 1207 | Calendario 1207 | Calendario 1207 | Calendario 1207 | Calendario 1207 | Calendario 1207 | Calendario 1207 | Calendario 1207 | Calendario 1207 | Calendario 1207 | Calendario 1207 | Calendario 1207 | Calendario 1207 | Calendario 1207 | Calendario 1207 |
| --------------- | --------------- | --------------- | --------------- | --------------- | --------------- | --------------- | --------------- | --------------- | --------------- | --------------- | --------------- | --------------- | --------------- | --------------- | --------------- | --------------- | --------------- | --------------- | --------------- | --------------- | --------------- | --------------- | --------------- | --------------- | --------------- | --------------- | --------------- | --------------- | --------------- | --------------- | --------------- | --------------- |
|                 | 1               | 2               | 3               | 4               | 5               | 6               | 7               | 8               | 9               | 10              | 11              | 12              | 13              | 14              | 15              | 16              | 17              | 18              | 19              | 20              | 21              | 22              | 23              | 24              | 25              | 26              | 27              | 28              | 29              | 30              | 31              |                 |
| Gennaio         | Lu              | Ma              | Me              | Gi              | Ve              | Sa              | Do              | Lu              | Ma              | Me              | Gi              | Ve              | Sa              | Do              | Lu              | Ma              | Me              | Gi              | Ve              | Sa              | Do              | Lu              | Ma              | Me              | Gi              | Ve              | Sa              | Do              | Lu              | Ma              | Me              |                 |
| Febbraio        | Gi              | Ve              | Sa              | Do              | Lu              | Ma              | Me              | Gi              | Ve              | Sa              | Do              | Lu              | Ma              | Me              | Gi              | Ve              | Sa              | Do              | Lu              | Ma              | Me              | Gi              | Ve              | Sa              | Do              | Lu              | Ma              | Me              |                 |                 |                 |                 |
| Marzo           | Gi              | Ve              | Sa              | Do              | Lu              | Ma              | Me              | Gi              | Ve              | Sa              | Do              | Lu              | Ma              | Me              | Gi              | Ve              | Sa              | Do              | Lu              | Ma              | Me              | Gi              | Ve              | Sa              | Do              | Lu              | Ma              | Me              | Gi              | Ve              | Sa              |                 |
| Aprile          | Do              | Lu              | Ma              | Me              | Gi              | Ve              | Sa              | Do              | Lu              | Ma              | Me              | Gi              | Ve              | Sa              | Do              | Lu              | Ma              | Me              | Gi              | Ve              | Sa              | Do              | Lu              | Ma              | Me              | Gi              | Ve              | Sa              | Do              | Lu              |                 |                 |
| Maggio          | Ma              | Me              | Gi              | Ve              | Sa              | Do              | Lu              | Ma              | Me              | Gi              | Ve              | Sa              | Do              | Lu              | Ma              | Me              | Gi              | Ve              | Sa              | Do              | Lu              | Ma              | Me              | Gi              | Ve              | Sa              | Do              | Lu              | Ma              | Me              | Gi              |                 |
| Giugno          | Ve              | Sa              | Do              | Lu              | Ma              | Me              | Gi              | Ve              | Sa              | Do              | Lu              | Ma              | Me              | Gi              | Ve              | Sa              | Do              | Lu              | Ma              | Me              | Gi              | Ve              | Sa              | Do              | Lu              | Ma              | Me              | Gi              | Ve              | Sa              |                 |                 |
| Luglio          | Do              | Lu              | Ma              | Me              | Gi              | Ve              | Sa              | Do              | Lu              | Ma              | Me              | Gi              | Ve              | Sa              | Do              | Lu              | Ma              | Me              | Gi              | Ve              | Sa              | Do              | Lu              | Ma              | Me              | Gi              | Ve              | Sa              | Do              | Lu              | Ma              |                 |
| Agosto          | Me              | Gi              | Ve              | Sa              | Do              | Lu              | Ma              | Me              | Gi              | Ve              | Sa              | Do              | Lu              | Ma              | Me              | Gi              | Ve              | Sa              | Do              | Lu              | Ma              | Me              | Gi              | Ve              | Sa              | Do              | Lu              | Ma              | Me              | Gi              | Ve              |                 |
| Settembre       | Sa              | Do              | Lu              | Ma              | Me              | Gi              | Ve              | Sa              | Do              | Lu              | Ma              | Me              | Gi              | Ve              | Sa              | Do              | Lu              | Ma              | Me              | Gi              | Ve              | Sa              | Do              | Lu              | Ma              | Me              | Gi              | Ve              | Sa              | Do              |                 |                 |
| Ottobre         | Lu              | Ma              | Me              | Gi              | Ve              | Sa              | Do              | Lu              | Ma              | Me              | Gi              | Ve              | Sa              | Do              | Lu              | Ma              | Me              | Gi              | Ve              | Sa              | Do              | Lu              | Ma              | Me              | Gi              | Ve              | Sa              | Do              | Lu              | Ma              | Me              |                 |
| Novembre        | Gi              | Ve              | Sa              | Do              | Lu              | Ma              | Me              | Gi              | Ve              | Sa              | Do              | Lu              | Ma              | Me              | Gi              | Ve              | Sa              | Do              | Lu              | Ma              | Me              | Gi              | Ve              | Sa              | Do              | Lu              | Ma              | Me              | Gi              | Ve              |                 |                 |
| Dicembre        | Sa              | Do              | Lu              | Ma              | Me              | Gi              | Ve              | Sa              | Do              | Lu              | Ma              | Me              | Gi              | Ve              | Sa              | Do              | Lu              | Ma              | Me              | Gi              | Ve              | Sa              | Do              | Lu              | Ma              | Me              | Gi              | Ve              | Sa              | Do              | Lu              |                 |